# Streichquartett Nr. 2 (Prokofjew)
Das Streichquartett Nr. 2 F-Dur op. 92 über kabardinische Themen  ist ein kammermusikalisches Werk des russischen Komponisten Sergej Prokofjew von 1941.
Prokofjew schrieb das Streichquartett Nr. 2 während seines kriegsbedingten Aufenthalts in Naltschik, der Hauptstadt der kabardinischen Republik im Nordkaukasus, deswegen auch Kabardinisches Streichquartett genannt. Prokofjews setzte sich in dieser Zeit mit der Musik der Region auseinander und versuchte mit dem 2. Streichquartett die Volkskunst der Kabardiner zu durchdringen; „daher ist op. 92 geprägt von nicht-westlicher Intervallik, den Rhythmen und Phrasierungen der kabardinischen Musik. Dennoch gestaltete Prokofjew diese [...] Themen mittels westlicher Tonalität und der Sonatenform, um die folkloristischen Lied- und Tanzmelodien der Region zu vermitteln.“ Prokofjew schrieb dazu:
„Es schien mir, dass eine Verbindung von neuer unberührter östlicher Folklore mit der klassischsten aller klassischen Formen, wie sie das Streichquartett darstellt, interessante und überraschende Resultate ergeben könnte.“
In dem 2. Streichquartett werden in einigen Passagen volkstümliche kaukasische Saiteninstrumente mittels Klangeffekten imitiert; „dies geschieht etwa mittels offener Intervalle (meist Quinten), Wiederholungen, besonderer Wendungen, beständiger rhythmischer Betonungen,“ die manchmal den „primitiven und rohen Charakter der Musik“ gliedern. Die Klangfarben von Schlaginstrumenten werden durch trocken klopfende Pizzicati und durch col-legno-Spiel erzielt. Die drei Sätze des Streichquartetts sind nach der klassischen Formel Allegro sostenuto – Adagio – Allegro ausgeführt.
Angeregt wurde Prokofjew zu dieser Komposition durch die Aufzeichnungen von Liedern der Kabardiner durch S. I. Tanejew; fertiggestellt wurde das Werk nach einer abermaligen Evakuierung des Komponisten in Tbilissi, wo er am 25. Januar 1941 über Baku kommend eintraf. Am 15. Dezember 1941 stellte Prokofjew das Streichquartett fertig; die Uraufführung am 5. September 1942 mit dem staatlichen Beethoven-Quartett musste jedoch wegen der Kriegswirren verschoben werden. Das Werk wurde jedoch vorbehaltlos von der Musikkritik anerkannt.